# Победить темноту
«Победить темноту» (англ. Dark Victory) — это американский драматический фильм 1939 года, режиссёра Эдмунда Гулдинга.
Сценарий Кейси Робинсона был основан на одноименной пьесе 1934 Джорджа Брюера и Бертрама Блоха.
Главные роли исполнили: Бетт Дейвис, Джордж Брент, Хамфри Богарт и Джеральдин Фицджеральд.
Премьера фильма состоялась в Радио-сити-мюзик-холл 22 апреля 1939 года. «Победить темноту» стал первым американским фильмом, в котором снялась ирландская актриса Джеральдин Фицджеральд.
Это была восьмая совместная работа Бетт Дейвис и Джорджа Брента.

## Сюжет
Джудит «Джуди» Трехорн — молодая, беззаботная светская львица и наследница большого состояния. Она любит лошадей, быстрые машины и шумные вечеринки, но, несмотря на свою юность, страдает сильными головными болями и головокружениями. Сначала Джудит игнорирует боли, но однажды, во время катания на лошади, у неё начинает двоиться в глазах, она теряет управление и падает. Её секретарь и лучшая подруга — Энн Кинг настаивает на том, чтобы Джуди встретилась с врачом, который направляет её к специалисту.
Доктор Фредерик Стил находится в процессе закрытия своего нью-йоркского офиса, в рамках подготовки к переезду в штат Вермонт, где он планирует посвятить своё время исследованиям клеток мозга и их роста. Он неохотно соглашается на встречу с Джуди. У неё наблюдаются признаки кратковременной потери памяти, но она отрицает все симптомы. Стил убеждает её в том, что болезнь, с которой она столкнулась, серьёзна и потенциально опасна для жизни, доктор переносит свои планы относительно переезда, чтобы позаботиться о девушке.
Диагностика подтверждает его подозрения, Джуди соглашается на операцию по удалению злокачественной опухоли головного мозга — глиомы. Стил обнаруживает, что опухоль не может быть полностью удалена, и понимает, что девушке осталось жить меньше года. Смерть будет безболезненной, но быстрой.
Чтобы дать ей ещё несколько месяцев счастья, Стил лжёт Джуди и Энн, уверяя их, что операция прошла успешно. Но Энн давит на него и высказывает подозрения, ему приходится признать правду. Стил говорит Энн: «она не должна знать, что скоро умрет». Девушка соглашается хранить молчание и они продолжают лгать.
Джудит и Стил влюбляются друг в друга и образуют пару. Помогая возлюбленному собирать вещи для переезда в Вермонт, Джудит обнаруживает свою историю болезни, содержащую письма от нескольких докторов, которые подтверждают неутешительный прогноз Стила. Предполагая, что Стил обручился с ней из жалости, Джуди разрывает помолвку и возвращается к прежнему образу жизни.
Однажды её приятель по конюшне — Майкл О'Лири, который много лет был тайно влюблён в неё, высказывает Джуди претензии относительно её несносного поведения, она признается, что умирает. Их разговор убеждает девушку, что она обязана провести свои последние месяцы жизни счастливо, с достойным мужчиной, которого она любит. Она извиняется перед Стилом, они женятся и переезжают в Вермонт.
Три месяца спустя, Энн приходит в гости к Джудит. Подруги в саду сажают цветы, вдруг Джуди говорит, что она всё ещё чувствует жар солнца, хотя небо заволокло тучами. На самом деле никаких туч нет, девушки понимают, что на самом деле Джуди теряет зрение и скоро умрёт. Она просит Энн позаботиться о Стиле.
Доктор уезжает в этот день в Нью-Йорк, чтобы представить свои самые последние медицинские исследования, которые могут помочь в лечении рака. Джуди говорит, что останется дома и помогает Стилу собирать вещи для поездки.
Прощаясь, она говорит ему, что их любовь «побеждает темноту».
Затем, после прощания со своими собаками, Джуди поднимается по лестнице и входит в спальню. Она коротко молится, затем ложится на кровать. Марта (горничная), которая последовала за ней, накидывает на девушку одеяло. Джуди просит, чтобы её оставили одну, и Марта уходит. Камера фокусируется на неподвижном взгляде Джудит, экран становится размытым, выцветает до черного, проецируя на зрителя состояние слепоты главной героини, фильм заканчивается.

## В ролях
- Бетт Дейвис — Джудит Трехорн
- Джордж Брент — доктор Фредерик Стил
- Хамфри Богарт — Майкл О'Лири
- Джеральдин Фицджеральд — Энн Кинг
- Рональд Рейган — Алек
- Генри Трэверс — доктор Парсонс
- Кора Уизерспун — Кэрри
- Дороти Петерсон — мисс Уэйнрайт
- Вирджиния Бриссак — Марта
- Чарльз Ричман — полковник Мэнтл
- Герберт Роулинсон — доктор Картер
- Леонард Муди — доктор Дрисколл
- Фэй Хелм — мисс Додд
- Лотти Уильямс — Люси

## Производство
В бродвейской постановке пьесы «Победить темноту» роль Джудит Трехорн исполняла Таллула Бэнкхед, в течение 51 спектакля, затем показ постановки был прерван, т.к. Бэнкхед заболела бактериальной инфекцией. Бетт Дейвис открыто признавала в последующие годы, что она подражала Бэнкхед в этой роли.
В 1935 году Дэвид О. Селзник хотел видеть в главных ролях Грету Гарбо и Фредрика Марча, но вместо этого Гарбо решила сыграть главную роль в «Анне Карениной». В 1936 году он предложил главную женскую роль Мерл Оберон, но её контракт помешал актрисе приступить к съёмкам. Тогда была приглашена Бетт Дейвис. Режиссёр Эдмунд Гулдинг и продюсер Дэвид Льюис проявили интерес к проекту.
После нескольких дней съёмок Дейвис попросила освободить её от контракта, утверждая, что она слишком больна, чтобы продолжать. Продюсер Хэл Уоллис ответил: «Я видел порывы в твоей работе - оставайся больной!». Она находила утешение у Брента, который только что развёлся с Констанс Уорт, что позволило ему завести роман с партнёршей по площадке, который продолжался на протяжении всех съёмок и трёх фильмов после. Позже Дейвис говорила, что хотела выйти замуж за Брента, но передумала. Тем не менее, она сказала: «из мужчин, за которых я не вышла замуж, самым дорогим для меня был Джордж Брент».
Песня «Oh, Give Me Time for Tenderness» была написана Эдмундом Гулдингом и Элси Янис, её исполнила Вера Ван.
В изначальной версии фильма присутствовала дополнительная сцена: после смерти Джудит её лошадь выигрывает в гонке, а конюх (Майкл) плачет. Сцена была встречена негативно на предварительном просмотре и её вырезали.

## Критика
Фрэнк С. Ньюджент в своем обзоре для The New York Times отметил: «Циничная оценка отвергла бы всё это, как эмоциональную легкомысленность, бездушную игру на нежном сердце драматурга и чувствах зрителей, хорошо разбирающихся в эксплуатации темы слепоты и импровизации актёров. Но невозможно быть настолько циничным в этом. Настроение слишком острое, слишком честная игра, слишком искусное мастерство. Мисс Дейвис, естественно, доминировала, что вполне правильно — это её фильм, но мисс Фицджеральд добавила трогательное изображение разумного друга, и Джордж Брент, в роли врача, удивляет, так как исполнение самодостаточно и зрело. В этот раз мы должны рискнуть стать мягкими. Не отвергайте этот фильм с циничной насмешкой».
Variety назвали фильм «интенсивной драмой» и «хорошо подготовленным предложением с Бетт Дейвис в мощной и впечатляющей роли».
Критик Том Милн из Time Out London пишет: «Дейвис и режиссёр Эдмунд Гулдинг почти превращают мыльную оперу в стильное произведение».
В фильме «Turner Classic Movies» Маргарита Ландазури сказала: «Победить темноту» был хитом. Любители кино и критики знали, что их эмоциями манипулировали, но настолько искусно и трогательно, что они не могли не восхищаться».

## Награды и номинации
| Награда                             | Категория                         | Номинант              | Результат |
| ----------------------------------- | --------------------------------- | --------------------- | --------- |
| Оскар                               | Лучшая актриса                    | Бетт Дейвис           | Номинация |
| Оскар                               | Лучшая оригинальная партитура     | Макс Стайнер          | Номинация |
| Оскар                               | Лучший фильм                      | «Победить темноту»    | Номинация |
| Национальный совет кинокритиков США | Лучшая актёрская игра в этом году | Бетт Дейвис           | Победа    |
| Национальный совет кинокритиков США | Лучшая актёрская игра в этом году | Джеральдин Фицжеральд | Победа    |

Фильм признан Американским институтом кино в следующих категориях:
- 2002: 100 самых страстных американских фильмов за 100 лет по версии AFI — 32 место
- 2005: Лучшая музыка в американских фильмах за 100 лет по версии AFI — Номинация
- 2006: 100 самых вдохновляющих американских фильмов за 100 лет по версии AFI — 72 место

## Адаптации и ремейки

### Радио
Барбара Стэнвик и Мелвин Дуглас приняли участие в постановке радиоверсии пьесы в 1938 году, представленной на Lux Radio Theatre, а в следующем году Дейвис и Спенсер Трейси появились в другой радиоверсии.
6 марта 1952 года на Голливудской площадке CBS Radio в эфир вышла сжатая 30-минутная версия пьесы с участием Стэнвик и Дэвида Брайана.

### Фильм
В 1963 году вышел ремейк фильма под названием «Украденные часы» с участием Сьюзан Хэйворд и Майкла Крэйга, режиссёром выступил Дэниел Петри. Временные рамки были обновлены, а местом действия стала Англия.

### Телевидение
В 1976 году по пьесе был снят телевизионный фильм от американской компании NBC с Элизабет Монтгомери в главной роли, картину создал Энтони Хопкинс.